# بال‌خنجری‌ها
بال‌خنجری‌ها (نام علمی: Marpesia) نام یک سرده از زیرخانواده نقشه‌بالان است.